# Уинклесс, Сара
Сара Кэтрин Уинклесс (англ. Sarah Katharine Winckless; род. 18 октября 1973, Рединг) — британская гребчиха, выступавшая за сборную Великобритании по академической гребле в период 1998—2008 годов. Бронзовая призёрка летних Олимпийских игр в Афинах, двукратная чемпионка мира, победительница и призёрка многих регат национального значения.

## Биография
Сара Уинклесс родилась 18 октября 1973 года в городе Рединг графства Беркшир, Англия.
Заниматься академической греблей начала во время учёбы в Кембриджском университете. Позже проходила подготовку в клубе Walbrook Rowing Club в Теддингтоне.
Первого серьёзного успеха в гребле на международной арене добилась в сезоне 1998 года, когда вошла в основной состав британской национальной сборной и на отдельных этапах Кубка мира выиграла серебряную и бронзовую медали в зачёте распашных безрульных четвёрок. При этом на чемпионате мира в Кёльне заняла восьмое место в восьмёрках.
В 1999 году перешла в парные четвёрки, выиграла бронзовую медаль на этапе Кубка мира в Вене, финишировала седьмой на мировом первенстве в Сент-Катаринсе.
Благодаря череде удачных выступлений удостоилась права защищать честь страны на летних Олимпийских играх 2000 года в Сиднее, где совместно с Фрэнсис Хотон показала девятый результат в программе парных двоек.
В 2002 году в парных четвёрках получила бронзу на этапе Кубка мира в Мюнхене, тогда как на чемпионате мира в Севилье пришла к финишу пятой.
В 2003 году в четвёрках взяла бронзу на этапе Кубка мира в Люцерне, заняла четвёртое место на мировом первенстве в Милане.
Находясь в числе лидеров гребной команды Великобритании, благополучно прошла отбор на Олимпийские игры 2004 года в Афинах — вместе с напарницей Элис Лаверик в финале программы парных двоек финишировала третьей позади команд из Новой Зеландии и Германии — тем самым завоевала бронзовую олимпийскую медаль.
После афинской Олимпиады Уинклесс осталась в составе британской национальной сборной на ещё один олимпийский цикл и продолжила принимать участие в крупнейших международных регатах. Так, в 2005 году в парных четвёрках она одержала победу на двух этапах Кубка мира и на чемпионате мира в Гифу.
В 2006 году была лучшей на трёх этапах Кубка мира и на домашнем мировом первенстве в Итоне, став таким образом двукратной чемпионкой мира по академической гребле.
В 2008 году отправилась представлять страну на Олимпийских играх в Пекине. На сей раз стартовала в распашных рулевых восьмёрках и заняла в главном финале пятое место. Вскоре по окончании этого сезона в апреле 2009 года объявила о завершении спортивной карьеры.
За выдающиеся спортивные достижения в 2015 году была награждена орденом Британской империи.
Впоследствии занималась общественной, административной и благотворительной деятельностью. 